# スティーヴン・カー (サッカー選手)
スティーヴン・カー（Stephen Carr, 1976年8月29日 - ）は、アイルランド共和国ダブリン出身の元サッカー選手、元アイルランド代表。現役時代のポジションは右サイドバック、時折左サイドバックやセンターバックも務めていた。

## 経歴

### クラブ

#### トッテナム・ホットスパー
ダブリンに生まれたカーは、母国のステラ・マリスFC（Stella Maris FC）でプレーしていたところをプレミアリーグのトッテナム・ホットスパーFCのスカウトから見出され、下部組織のトライアルを経て入団する。それまで、ブライアン・ロブソンを参考にして中盤の位置でプレーしていたものの、トッテナムではサイドバックへと転向させられ、その後、オズワルド・アルディレス監督によってトップチームへ昇格する。1993-94シーズンの1993年9月29日にイプスウィッチ・タウンFC戦でプロ初出場を飾っているが、中心選手として地位を確立するまでには、28試合に出場した1996-97シーズンまで待たなければならなかった。
1999年には、フットボールリーグカップ決勝戦でのレスター・シティFC戦（1-0）に出場して優勝に貢献。1999-2000シーズンの王者マンチェスター・ユナイテッドFC戦でキャリア最高と評される35ヤードの距離からのミドルシュートを決めた。
2000-01シーズンのパフォーマンスによって評価が高まっていき、最終的にPFA年間ベストイレブンに選出される結果へと繋がっており、また、そのことで他クラブから関心を寄せられた。しかし、2001年夏に膝に問題を抱えたことで、同年9月に手術を受け、2001-02シーズン全体を欠場したどころか2002 FIFAワールドカップ出場も断念することとなり、2002年10月まで離脱していた。その後、復調すると共に再び他クラブからの関心が再燃し、特にマンチェスター・ユナイテッドとニューカッスル・ユナイテッドFCが強く示していた。

#### ニューカッスル・ユナイテッド
2004年8月10日に移籍金200万ポンドでボビー・ロブソン監督率いるニューカッスル・ユナイテッドと4年契約を締結する。この取引直後にロブソン監督はフレディ・シェパード会長によって解任され、後任にグレアム・スーネス監督が就任したことで先行きが不安になるかと思われたが、スーネス監督からロブソン前監督と同様に戦力として計算されており、2004年8月14日のミドルズブラFC戦（2-2）で初出場を飾ると、以降の2004-05シーズンはサウサンプトンFC戦（1-2）でペナルティーエリア外から初得点を挙げ、最終的に26試合1得点を記録した。同シーズンは、UEFAカップ 2004-05とFAカップの両方で準々決勝進出とカップ戦で順調だった一方、リーグ戦は14位と低迷したため、常に重圧を感じる状態だった。

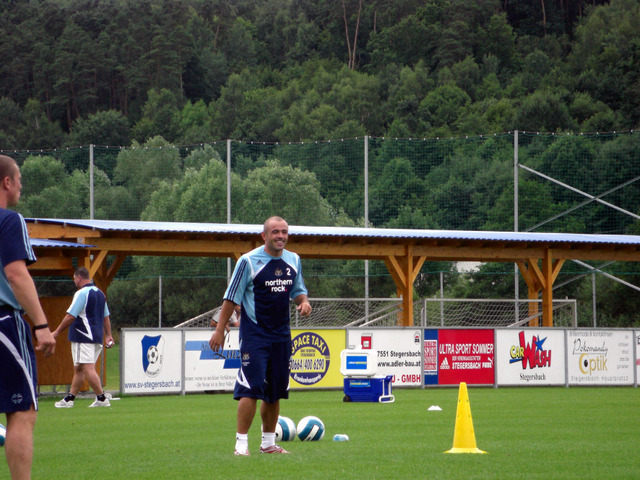
2007年、ニューカッスル・ユナイテッドFCのプレシーズンでの練習

2005-06シーズンは、2005年11月にヘルニアによって2006年1月のFAカップでのマンスフィールド・タウンFC戦まで離脱すると、さらに復帰後2試合目となったフラムFC戦で鼠径部を負傷したために手術で再離脱をしており、復帰に約2か月時間を要した影響で19試合の出場にとどまった。チームとしては、1月からスーネス監督の後任グレン・ローダー新監督の指導を受け、7位でシーズンを終了した。
翌2006-07シーズンは相次ぐ負傷者の中、ローダー監督からキャリア最高にあると評される程に高パフォーマンスを見せていたものの、2006年11月11日のマンチェスター・シティFC戦での足の問題から離脱し、12月にも負傷したことで再離脱となり、2007年1月20日のウェストハム・ユナイテッドFC（2-2）まで復帰に時間が掛かった。同試合では自身の不在時にノルベルト・ソラーノが右SBで好調なプレーを見せていたため、不慣れな左SBのポジションで出場することになったが、このことがニューカッスルでの将来に暗雲が立ち込めるようになり、翌2007-08シーズン前にサム・アラダイス監督がハビブ・ベイェとジェレミ・ヌジタップを求めたことで現実味を帯びた。最終的に同シーズンは残留して開幕を迎えたが、ベイェの活躍に加えて自身の負傷による精彩を欠いたプレーで10試合の出場にとどまり、シーズン終了後にケヴィン・キーガン新監督によって契約非更新の判断がなされ、ピーター・ラメージ、ジェームス・トロイージと共に退団となった。

#### バーミンガム・シティ
ニューカッスル退団により自由契約となった後、様々なクラブから関心を寄せられたカーは、過去に師事したナイジェル・ピアソン監督率いるフットボールリーグ1のレスター・シティFCのトライアルを受けるも、最終的に受け入れ先が決定せず、2008年12月1日に現役引退を表明した。

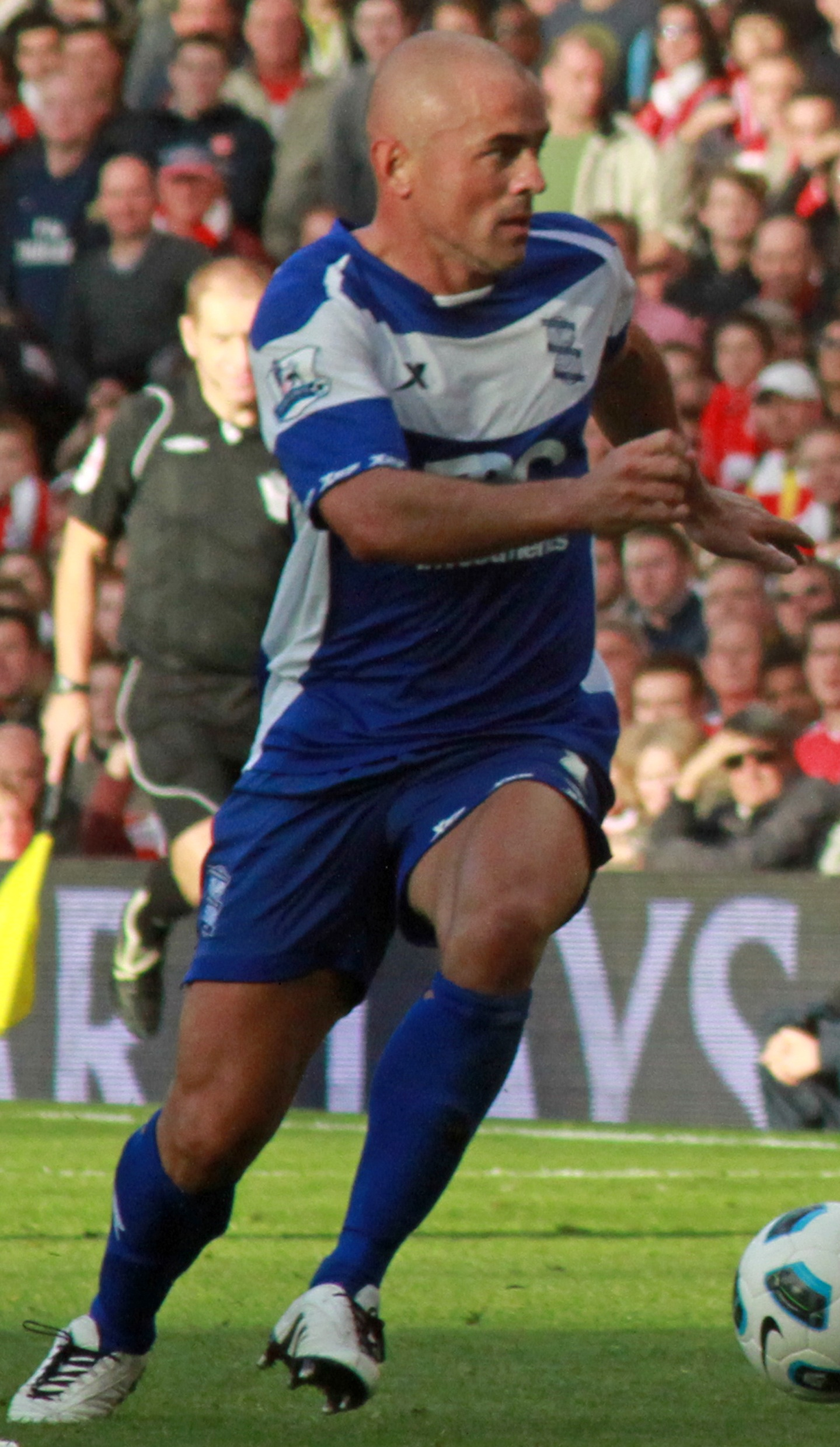
バーミンガム・シティFCでのカー

しかし、現役引退表明から約2ヶ月後の2009年2月にサッカー界への復帰を目指してフットボールリーグ・チャンピオンシップのバーミンガム・シティFCで練習を受けると、2月23日に同クラブと1ヶ月契約を締結して現役復帰を果たし、翌日の敵地でのクリスタル・パレスFC戦（0-0）で初出場を飾った。以降の短期間でアピールに成功した末、3月20日に同2008-09シーズン終了までの契約延長を勝ち取り、その後、チームのプレミアリーグ昇格に貢献して契約を2年延長した。プレミアリーグ復帰初年度の2009-10シーズンは、リー・カーズリー不在時に代役で主将を務める程にチームに不可欠な選手として、クラブ記録となるリーグ戦12試合無敗を含む公式戦15試合無敗に貢献する中、シーズン終盤のアストン・ヴィラFCとのバーミンガム・ダービーでペナルティーキックによって敗北した後、相手ファンに向けての挑発的な不適切な行為により1試合の出場停止を受けている。
翌2010-11シーズンは、リーグカップ決勝のアーセナルFC戦という重要な場面に主将を務めてタイトル獲得に成功する一方、リーグ戦では全試合に出場するも降格を防ぐことは出来なかった。だが、自身への評価は依然として高く、2011年5月27日にチームから1年延長を提示されて合意に至った。2011年8月にクラブ史上50年ぶりの欧州カップ戦となったUEFAヨーロッパリーグ 2011-12予選プレーオフでのCDナシオナルとの第1戦でバーミンガム加入通算100試合目に出場した2011-12シーズンは、2012年2月18日のFAカップでのチェルシー戦で負傷により前半12分にベンチに下がって以降、負傷の問題からシーズンを終了しており、その影響から契約延長が危ぶまれたものの、新たに就任したニューカッスル時代の同僚リー・クラーク監督が自身の能力を高く買っていたため、2012年7月4日に契約を1年延長することに成功した。しかし、開幕前の8月に行われた親善試合でのロイヤル・アントワープFC戦での膝の負傷によって半年以上の離脱となると、最終的に同2012-13シーズン全体を欠場するほどに完治することはなく、2013年5月3日に怪我の影響により現役を引退した。その際にクラーク監督からコーチとしてクラブの滞在を説得されていたものの、レストランやバー等の事業を展開するため、家族と共にスペインへ移住する考えを明かした。

### 代表
アイルランド代表としては、少年時代からU-18、U-21と全ての年代別代表でプレーし、1999年4月28日にはスウェーデン戦でA代表初出場を飾る等、順調だったが、負傷によって2002 FIFAワールドカップの出場を逃した。以来、同年代のスティーヴ・フィナンと右サイドバックの定位置争いを繰り広げながら定期的に招集されていたが、チームが2006 FIFAワールドカップ進出を逃したため、2005年10月まで39試合に出場した代表から29歳で去ることを選択した。
その後、新たに就任したスティーヴ・ストーントン監督は、カーと接触した際に好感触だったため、代表続行を確信しており、実際、8月8日にオランダ戦へ向けての招集に応じた。しかし、UEFA EURO 2008進出を逃した後の2007年11月14日に44回出場した代表からの引退を再度宣言し、8月のデンマーク戦が最後の試合となった。

## タイトル
クラブ
トッテナム・ホットスパーFC
- フットボールリーグカップ : 1998-99

ニューカッスル・ユナイテッドFC
- UEFAインタートトカップ : 2006

バーミンガム・シティFC
- フットボールリーグカップ : 2010-11

個人
- プレミアリーグ年間ベストイレブン : 2000-01, 2002-03